# 한천설
한천설(韓天卨, 1958년 11월 20일~)은 대한민국의 신학자이며 총신대학교 신학대학원의 신약학 교수이다. 총신대학교 신학대학원장 겸 부총장, 일반대학원장, 목회신학전문대학원장, 상담대학원장과 한국복음주의신학회 편집위원장 등을 역임했다.
2003년부터 세계신약학회(Studiorum Novi Testament Societas) 정회원으로 활동하면서 한국과 세계신약학계의 가교역할에 이바지하고 있고, 한국성경공회 성경번역·연구위원으로도 활동하고 있다. 바울신학자로서 개혁신학의 관점에서 바울서신의 올바른 해석을 위한 배경연구에 대한 강조와 더불어 바울의 구원론, 특히 ‘새 관점’(New Perspective on Paul) 학자들의 칭의론을 비평적으로 연구하면서 칭의와 성화의 균형잡힌 구원론을 올바로 정립하는데 기여하고 있다. 대한예수교장로회(합동) 총회장(제64회)과 총신대학교 신학대학원장을 역임했던 한석지 목사가 그의 부친이다.

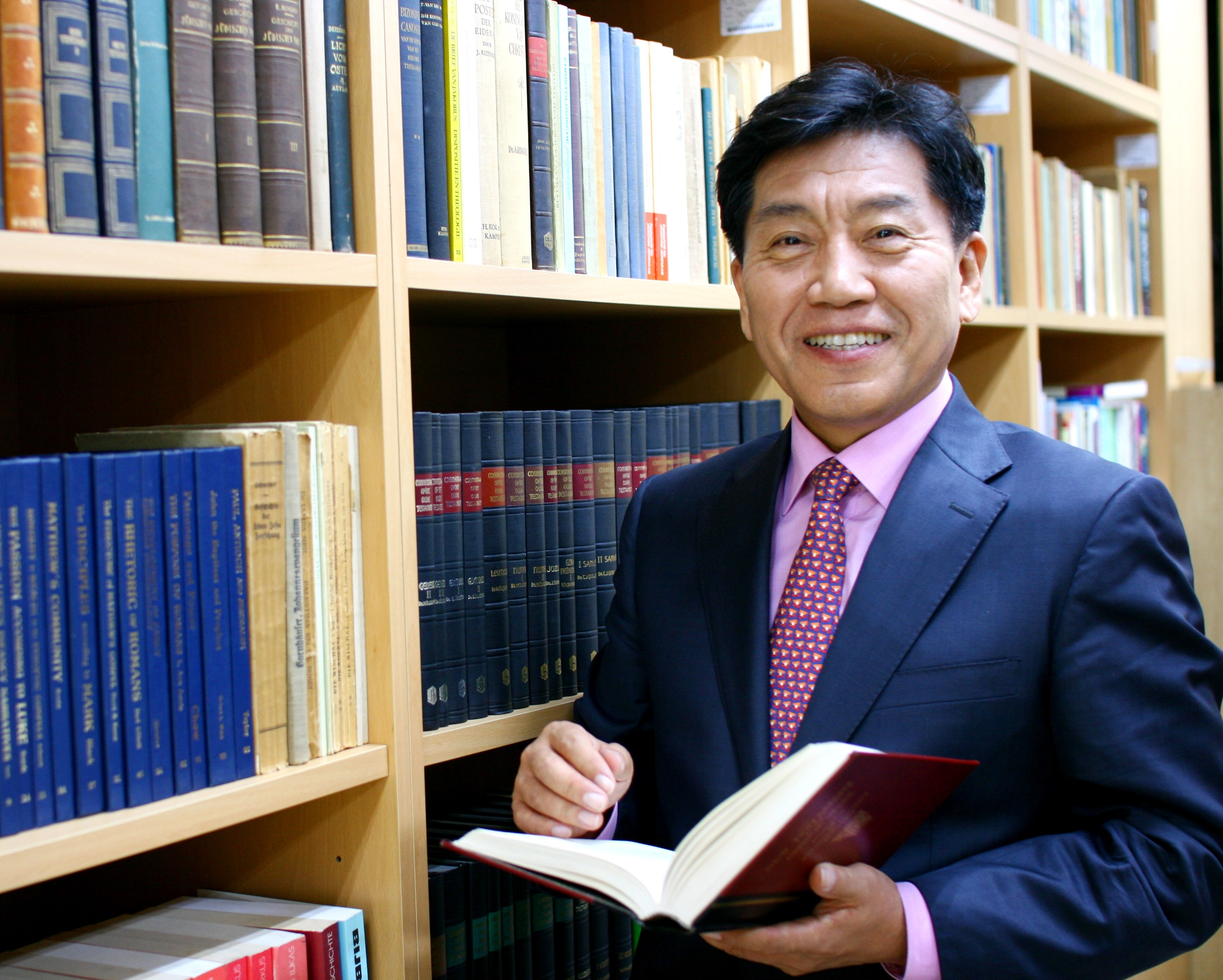
한천설 교수 총신대학교

## 학력사항
- 총신대학교 신학과(B.A.)
- 총신대학교 신학대학원(M.Div.)
- Theologische Universiteit van de Gereformeerde Kerken in Nederland(Drs.Theol.)
- Theologische Universiteit van de Gereformeerde Kerken in Nederland(Dr.Theol.)

## 경력
- 총신대학교 신학대학원장 겸 부총장
- 한국복음주의신학회 편집위원장
- 세계신약학회(Studiorum Novi Testament Societas) 정회원
- 총신대학교 일반대학원장
- 총신대학교 목회신학전문대학장
- 총신대학교 상담대학원장
- 총신대학교 신학대학원 개혁신학센터장
- 총신대학교 신학대학원 경건훈련원장
- 총신대학교 성지·언어연구소장
- 화란 Kampen 신학대학교 신약신학과 전임연구조교 및 강사(AIO=Research Assistant)
- 개혁신학교 교수(교무처장)
- 개혁신학교 신학연구원장
- 총회개혁신학연구원 교수(교무처장, 부원장)
- 국제신학대학원대학교 교수(신약학과장)
- 암스테르담 화란한인교회 목사
- 형제들의 교회 목사
- 한국성경공회 성경번역·연구위원
- 한국기독교총연합회(한기총) 신학연구위원
- Sydney College of Divinity 해외자문교수단장

## 연구실적

### 학위논문
- RAISED FOR OUR JUSTIFICATION: An Investigation on the Significance of the Resurrection of Christ within the Theological Structure of Paul’s Message (박사학위논문)
- “Gods genade en de menselijke respons: Een studie over de verhouding tussen de Indicatief en de Imperatief in de brieven van Paulus” (독투란두스 학위논문)

## 저서
- RAISED FOR OUR JUSTIFICATION: An Investigation on the Significance of the Resurrection of Christ within the Theological Structure of Paul’s Message (Kampen: Kok, 1995)
- 『성경 헬라어』(서울: 그리심, 2013-42022)
- 『바울서신 배경연구』(서울: 솔로몬, 2016)

공저
- 『HOW주석 시리즈』(1,4,5,6,7,9,10,11,12,13권) (서울: 두란노, 2003-현재)
- 『설교자를 위한 신학』(서울: 두란노아카데미, 2010)
- 『공부하는 목사들』(서울: 순출판사, 2012)

## 논문
- “Pauline Soteriology and the Korean Church: A Diagnosis of the Korean Church in the 21st Century and the Solutions through Pauline Soteriology.” Chongshin Review (2012), 266-99.
- “A Study on the Early Jerusalem Church: Is the Early Jerusalem Church the Ideal Model for the Church?” Chongshin Theological Journal (2014), 95-126.
- “The Relationship between the Resurrection of Christ and our Justification: Focus on the Exegesis of Romans 4:25.” Chongshin Theological Journal(2017), 105-137.
- “‘새 관점’ 학파의 칭의론과 21세기 한국교회 -‘새 관점’ 학파의 행위구원론에 대한 비평적 고찰-.” 『총신대논총』 (2010), 470-514.
- “로마서 3:21-4:25에 나타난 바울의 칭의론과 그 적용: 새 관점 학파의 사회론적 해석에 대한 비판을 중심으로.” 『성경과 신학』 제64권 (2012,10), 285-315.
- “그리스도의 죽음에 대한 바울의 네 가지 형식.” 『성경과 신학』 제60권 60 (2011), 31-57.
- “희생 제물로서의 그리스도의 죽음의 의미 - 바울 서신에 나타난 용례들을 중심으로-.” 『성경과 신학』 제68권(2013,10), 349-374.
- “하나님의 의의 표현으로서의 그리스도의 죽음: 바울서신에 나타난 ‘의’와 ‘화목’의 교호적 사용을 중심으로.” 『성경과 신학』 제70권(2014, 2), 67-94.
- “갈라디아서에 나타난 선교적 관점: 사회학적 접근.” 『성경과 신학』 제73권(2015,4), 349-374.
- “디모데전서 2장 8절의 epairontas hosious keiras에 대한 새로운 이해.” 『개혁논총』 제78권(2017,4), 119-151.
- “『바른성경』의 원문충실도에 대한 연구(I): 신약성경을 중심으로.” 『성경과 신학』 제76권(2015,10), 67-99.
- “『바른성경』의 원문충실도에 대한 연구(II): 신약성경을 중심으로.” 『성경과 신학』 제78권(2016,4), 119-151.
- “한글번역성경들의 원문충실도 비교연구(I)-본 교단이 사용하는 성경번역(신약)들을 중심으로-.” 『신학지남』 (2015), 38-69.
- “한글번역성경들의 원문충실도 비교연구(II)-본 교단이 사용하는 성경번역(신약)들을 중심으로-.” 『신학지남』 (2016), 48-81.
- “바울 신학의 중심에 관한 연구(I) -1980년대 이전의 바울신학의 중심에 관한 논쟁-.” 『신학지남』 (2011), 202-236.
- “바울 신학의 중심에 관한 연구(II) -1980년대 이후의 바울신학의 중심에 관한 논쟁과 최근 연구 경향-.” 『신학지남』 (2012), 69-92.
- “‘dikaiosune theu’ 개념에 대한 재조명: 바울 서신에 나타난 ‘dikaiosune theu’ 이해를 위한 예비적 고찰.” 『신학지남』 (2012), 38-69.
- “바울의 구원론적 관점에서 바라본 21세기 한국교회.” 『개혁주의신학연구논문집』(2003).
- “한국교회가 회복해야 할 바울의 기도.” 『그말씀』 (2002).
- “초기 예루살렘교회는 교회의 이상적 모형이 될 수 있는가.” 『그말씀』 (2002).
- “바울신학 중심 연구(I).”『신약신학저널』(2001).
- “바울신학 중심 연구(II).” 『신약신학저널』(2002).
- “검증의 서신으로서의 요한일서의 의의.” 『그말씀』 (2001)
- “한국교회 구원론에 나타난 공로주의 사상.” 『그말씀』 (2001).
- “예루살렘회의와 그 현대적 의의.” 『그말씀』 (2002).
- “로마서 8장 28절과 고난에 대한 바울의 이해.” 『그말씀』 (2002).
- “데살로니가전서에 나타난 바울의 종말론.” 『그말씀』 (2002).
- “히브리서에 나타난 신학적 중심주제.” 『그말씀』 (2000).
- “율법주의 아래 있는 한국교회의 원인과 대안.” 『그말씀』 (2000).
- “바울서신의 상황성.” 『그말씀』 (1998).
- “왜 바울서신을 가지고 복음서를 읽으려하는가.” 『그말씀』 (1997).
- “바울의 설교 연구.” 『그말씀』 (1997).
- “바울메시지의 신학적 구조 속에 나타난 그리스도 부활의 중요성.” 『그말씀』 (1997).
- “1980년대 이후의 바울신학 중심에 관한 논쟁 -J.C. Beker의 묵시론적 접근방법에 대한 비판을 중심하여-.” (1997).
- “성경의 선교개념 연구.” 『그말씀』 (1999).
- “구원의 바른 이해에 따르는 올바른 삶 –갈라디아서 2장의 주해와 적용-.” 『그말씀』 (1999).
- “성도는 하늘에 본향을 둔 순례자 –히브리서 3-4장의 주해와 적용-.” 『그말씀』 (2000).
- “성령을 좇아 행하는 사람이 되라 –로마서 7-8장의 주해와 적용-.” 『그말씀』 (2000).
- “하나님과 교제하는 성도의 삶의 특징 -요한일서 2-3장의 주해와 적용-.” 『그말씀』 (2001).
- “데살로니가 전도와 아덴 설교 –사도행전 17장의 주해와 적용-.” 『그말씀』 (2002).
- “에베소서에 나타난 바울의 첫 번째 기도 –에베소서 1:15-23의 주해와 적용-.” 『그말씀』 (2003).
- “빛과 선한 목자이신 예수 –요한복음 9-10장의 주해와 적용-.” 『그말씀』 (2004).

## 같이 보기
- 총신대학교
- 한국복음주의신학회
- 한석지
- 한국의 신학자 목록
- 개혁신학자